# H. A. R. Thomson
Harold Arthur Robert Thomson, auch Bob Thomson (* 30. September 1910 in London; † 3. Juli 2003 in Taunton) war ein britischer Kameramann.

## Leben
H. A. R. Thomson stieß bereits 1925 zum Film und erlernte den Beruf von der Pike auf bei der Produktionsfirma Gaumont British. 1931 wurde er zweiter Kameraassistent und wechselte im Jahr darauf zu Gainsborough Pictures, wo er zum ersten Kameraassistenten aufstieg. Noch im selben Jahr ging Thomson zur Produktionsfirma British Lion in Beaconsfield, wo er bis Kriegsbeginn 1939 blieb. Hier durfte er 1937 seinen ersten Film, die Kleinstproduktion “Big Fella”, als einer von drei Chefkameraleuten alleinverantwortlich fotografieren. Dennoch blieb Thomson sein Leben lang zumeist auf die Arbeit eines einfachen, also untergeordneten Kameramanns (sog. camera operator) bzw. die eines Kameramanns des zweiten Teams (sog. Second-Unit-Photographer) beschränkt. In diesen Funktionen fotografierte Thomson, nur unterbrochen von seinem Kriegsdienst, den Thomson von 1939 bis 1945 als Mitglied der Kameraeinheit der Royal Navy – er machte Aufnahmen von deutschen Stellungen als Mitglied einer Fairey-Swordfish-Doppeldecker-Crew – verbrachte, eine Fülle von zum Teil recht ambitionierten Unterhaltungsfilmen.
Vor allem in den 1950er bis 1970er Jahren stand Thomson bei recht bekannten Filmen hinter der Kamera. Die von ihm als Second-Unit-Kameramann unter den Chefkameraleuten Jack Hildyard, Desmond Dickinson, Ernest Steward, Otto Heller, Arthur Ibbetson und Paul Beeson betreuten Produktionen hießen unter anderem Brennendes Indien, Lancelot, der verwegene Ritter, Ich, Dr. Fu Man Chu, Khartoum, Das Quiller-Memorandum – Gefahr aus dem Dunkel, Agenten sterben einsam und Der Gefangene von Zenda und erfreuten sich beim Publikum durchaus beachtlicher Beliebtheit. In späten Jahren ließ man Thomson auch wieder häufiger als Chefkameramann arbeiten, so bei Cornel Wildes Kinoinszenierungen „Der Todesmutige“ und „No Blade of Grass“ sowie 1968 bei zwei Folgen der populären Krimiserie Mit Schirm, Charme und Melone. H. A. R. „Bob“ Thomson starb an einem Herzinfarkt während des Einkaufs in einem Supermarkt seiner Heimatgemeinde Taunton.

## Filmografie
als einfacher Kameramann oder Second-Unit-Kameramann, wenn nicht anders angegeben:
- 1937: Big Fella (Co-Chefkamera)
- 1939: The Chinese Bungalow
- 1946: Ausgestoßen (Odd Man Out)
- 1947: Zwielicht (The October Man)
- 1947: The Mark of Cain
- 1948: Schlafwagen nach Triest (Sleeping Car to Trieste)
- 1948: Tolle Tage (Cardboard Cavalier)
- 1949: Geliebte nach Maß (The Perfect Woman)
- 1949: Keine Wahl ohne Qual (The Chiltern Hundreds)
- 1950: Auf falscher Spur (The Clouded Yellow)
- 1951: Appointment With Venus
- 1952: Venetian Bird
- 1953: A Day to Remember
- 1954: Aber, Herr Doktor… (Doctor in the House)
- 1954: Das Millionenbaby (To Dorothy a Son)
- 1955: Doktor Ahoi! (Doctor at Sea)
- 1955: X-Boote greifen an (Above Us the Waves)
- 1956: Straße des Todes (Checkpoint)
- 1956: Der eiserne Unterrock (The Iron Petticoat)
- 1956: Hilfe, der Doktor kommt! (Doctor at Large)
- 1957: Gefährliches Erbe (Campell‘s Kingdom)
- 1958: Zwei Städte (A Tale of Two Cities)
- 1958: … denn der Wind kann nicht lesen (The Wind Cannot Read)
- 1958: Passionate Summer – Ein Sommerflirt (Passionate Summer)
- 1959: Das Mädchen Saphir (Sapphire)
- 1959: Brennendes Indien (Northwest Frontier)
- 1959: Die Herren Einbrecher geben sich die Ehre (The League of Gentlemen)
- 1960: Die Rakete zur flotten Puppe (The Bulldog Breed)
- 1960: Make Mine Mink
- 1961: Teufelskreis (Victim)
- 1961: Das letzte Wort hat sie (A Pair of Briefs)
- 1962: Die heiße Nacht (All Night Long)
- 1962: Brennende Schuld (A Life of Ruth)
- 1962: Lancelot, der verwegene Ritter (Lancelot and Guinevere)
- 1963: Die Strohpuppe (Woman of Straw)
- 1964: Die Rache des Pharao (The Curse of the Mummy's Tomb)
- 1964: Der Todesmutige (The Naked Prey) (Chefkamera)
- 1964: Agenten lassen bitten (Masquerade)
- 1965: Die große Flasche (The Early Bird)
- 1965: Geheimnis im blauen Schloß (Ten Little Indians)
- 1965: Ich, Dr. Fu Man Chu (The Face of Fu Man Chu)
- 1966: Khartoum
- 1966: Das Quiller-Memorandum – Gefahr aus dem Dunkel (The Quiller Memorandum)
- 1966: Der Sklave der Amazonen (Slave Girls)
- 1967: Pretty Polly
- 1967: Bestien lauern vor Caracas (The Lost Continent)
- 1968: Agenten sterben einsam (Where Eagles Dare)
- 1969: Die Krücke (The Walking Stick)
- 1969: Stoßtrupp Gold (Kelly’s Heroes)
- 1970: No Blade of Grass (Chefkamera)
- 1973: Brillanten und Kakerlaken (11 Harrowhouse)
- 1974: Wer hat unseren Dinosaurier geklaut? (One of Our Dinosaurs Is Missing)
- 1976: It Shouldn‘t Happen to a Vet
- 1978: Der Gefangene von Zenda (The Prisoner of Zenda)